# Nicholas Stoller
Nicholas Stoller (London, 1976. március 19.–) brit–amerikai filmrendező, producer és forgatókönyvíró. 
Leginkább vígjátékok rendezéséről ismert: 2008-ban a Lepattintva rendezője volt, ezt követte annak folytatása, a Felhangolva (2010). További filmjei közé tartozik az Ötéves jegyesség (2012), a Rossz szomszédság (2014) és ennek folytatása, a Rossz szomszédság 2. (2016).
2023-ban a Szigorúan barátság című televíziós sorozat egyik megalkotója volt.

## Fiatalkora
Londonban született, majd az Amerikai Egyesült Államokban, a floridai Miamiban nőtt fel bátyjával, Matt Stollerrel, aki neves politikai író. Édesanyja Phyllis, utazásszervező, édesapja, Eric C. Stoller bankigazgató. Zsidó szellemben nevelkedett.
A középiskolát a St. Paul's-ban, egy New Hampshire-i bentlakásos iskolában végezte. Ezután a Harvard Főiskolára járt. Főiskolásként a The Harvard Lampoon nevű humoros lapba írt cikkeket, valamint a The Immediate Gratification Players improvizációs komédiacsoportban játszott.

## Magánélete
2001-ben ismerkedett meg Francesca Delbancóval (Nicholas Delbanco író lányával, Bernard Greenhouse csellista unokájával) egy Harvardon végzettek számára szervezett drámaíró szemináriumon. Zsidó hagyományok szerint házasodtak össze 2005 szeptemberében. Két lányuk született.

## Filmográfia

### Film
| Év   | Cím                                           | Feladatkör | Feladatkör | Feladatkör |
| Év   | Cím                                           | Rendező    | Író        | Producer   |
| ---- | --------------------------------------------- | ---------- | ---------- | ---------- |
| 2005 | Dick és Jane trükkjei                         | Nem        | Igen       | Nem        |
| 2008 | Lepattintva                                   | Igen       | Nem        | Nem        |
| 2008 | Az igenember                                  | Nem        | Igen       | Nem        |
| 2010 | Felhangolva                                   | Igen       | Igen       | Igen       |
| 2010 | Gulliver utazásai                             | Nem        | Igen       | Nem        |
| 2011 | Muppets                                       | Nem        | Igen       | Vezető     |
| 2012 | Ötéves jegyesség                              | Igen       | Igen       | Igen       |
| 2014 | Muppet-krimi: Körözés alatt                   | Nem        | Igen       | Vezető     |
| 2014 | Rossz szomszédság                             | Igen       | Nem        | Nem        |
| 2014 | Szexvideó                                     | Nem        | Igen       | Nem        |
| 2016 | Zoolander 2.                                  | Nem        | Igen       | Nem        |
| 2016 | Rossz szomszédság 2.                          | Igen       | Igen       | Nem        |
| 2016 | Gólyák                                        | Igen       | Igen       | Igen       |
| 2017 | Alsógatyás kapitány: Az első nagyon nagy film | Nem        | Igen       | Nem        |
| 2018 | Esti iskola                                   | Nem        | Igen       | Nem        |
| 2018 | Apróláb                                       | Nem        | Nem        | Vezető     |
| 2019 | Dóra és az elveszett Aranyváros               | Nem        | Igen       | Nem        |
| 2022 | DC Szuperállatok Ligája                       | Nem        | Nem        | Vezető     |
| 2022 | Spanok                                        | Igen       | Igen       | Igen       |
| 2024 | Négy gólya                                    | Nem        | Nem        | Igen       |
| 2025 | Szeretettel meghívjuk                         | Igen       | Igen       | Igen       |
| 2025 | Animal Farm                                   | Nem        | Igen       | Vezető     |

### Televízió

#### Rendező, író és producer
| Év        | Cím                  | Feladatkör | Feladatkör | Feladatkör      | Megjegyzések          |
| Év        | Cím                  | Rendező    | Író        | Vezető producer | Megjegyzések          |
| --------- | -------------------- | ---------- | ---------- | --------------- | --------------------- |
| 2000      | Öregdiák nem véndiák | Nem        | Igen       | Nem             | 1 epizód              |
| 2001–2002 | Undeclared           | Nem        | Igen       | Nem             | 3 epizód story editor |
| 2012      | Entry Level          | Igen       | Igen       | Igen            | tévéfilm              |
| 2015      | The Carmichael Show  | Nem        | Igen       | Nem             |                       |
| 2015      | Jogászok ásza        | Igen       | Nem        | Igen            |                       |
| 2017      | Friends from College | Igen       | Igen       | Igen            | megalkotó             |

#### Szereplései
| Év        | Cím                                        | Szerep | Megjegyzés                   |
| --------- | ------------------------------------------ | ------ | ---------------------------- |
| 2010      | In the House with Peter Bart & Peter Guber | önmaga | 1 epizód                     |
| 2010–2014 | Made in Hollywood                          | önmaga | 2 epizód                     |
| 2010–2014 | Last Call with Carson Daly                 | önmaga | 2 epizód                     |
| 2014      | IMDb: What to Watch                        | önmaga | 1 epizód (Rossz szomszédság) |
| 2014      | Just Seen It                               | önmaga | 1 epizód                     |

#### Egyéb munkái
| Év   | Cím                     | Megjegyzés                              |
| ---- | ----------------------- | --------------------------------------- |
| 2007 | Jégi dicsőségünk        | filmzene írója Blades of Glory című dal |
| 2009 | Kalandpark              | köszönetnyilvánítás                     |
| 2013 | Turbó                   | további forgatókönyvíró                 |
| 2016 | Agyas és agyatlan       | speciális köszönetnyilvánítás           |
| 2017 | Lego Batman – A film    | kreatív tanácsadó                       |
| 2017 | A Lego Ninjago film     | kreatív tanácsadó                       |
| 2019 | A Lego-kaland 2.        | kreatív tanácsadó                       |
| 2020 | Borat utólagos mozifilm | speciális köszönetnyilvánítás           |